# Tracy Reiner
Tracy Reiner (Albuquerque, 7 juli 1964), geboren als Tracy Henry, is een Amerikaans actrice. Ze is vooral bekend door haar rol in A League of Their Own. 

## Afkomst
Reiner komt uit een familie van acteurs. Ze is de dochter van actrice en regisseur Penny Marshall en Michael Henry. Haar moeder trouwde met Rob Reiner, die haar adopteerde en opvoedde, waarna ze Reiner als achternaam aannam. Haar aangenomen vader is acteur en regisseur. Komiek en acteur Carl Reiner is haar grootvader en Garry Marshall is haar oom. Vanaf 2004 heeft ze in 9 films van haar oom geacteerd.

## Filmografie
Tracy Reiner had een rol in meer dan 30 films, waarvan hieronder een selectie. 
- 2010 Valentine's Day
- 2006 State's Evidence
- 2006 Stay Awake (korte film)
- 2004 The Princess Diaries 2: Royal Engagement
- 2004 Raising Helen
- 2003 Saved by the Rules
- 2001 Riding in Cars with Boys
- 2001 The Princess Diaries
- 2001 The New Women
- 2000 Straight Right
- 1999 Never Been Kissed
- 1999 The Other Sister
- 1998 With Friends Like These
- 1996 Frame by Frame
- 1996 That Thing You Do!
- 1995 Apollo 13
- 1992 A League of Their Own
- 1991 Ted & Venus
- 1991 Frankie and Johnny
- 1990 Partners in Life
- 1990 Pretty Woman
- 1989 New Year's Day
- 1989 Masque of the Red Death
- 1989 When Harry Met Sally...
- 1988 Beaches
- 1988 Die Hard
- 1988 Big
- 1986 Jumpin' Jack Flash
- 1986 Nothing in Common
- 1985 The Sure Thing
- 1984 The Flamingo Kid

## Tv-series
- 1993 A League of Their Own:
  - Marathon
  - Drinking Problems
  - Shortstop
  - The Monkey's Curse
  - The Fat Boys of Summer
- 1979 - 1981 Laverne & Shirley
  - (1979) Bad Girls
  - (1981) Young at Heart